# Namazonurus pustulatus
Espèce
Synonymes
- Zonurus pustulatus Peters, 1862
- Cordylus pustulatus (Peters, 1862)

Statut CITES
Namazonurus pustulatus est une espèce de sauriens de la famille des Cordylidae.

## Répartition
Cette espèce est endémique de Namibie.

## Publication originale
- Peters, 1862 : Übersicht einiger von dem, durch seine afrikanische Sprachforschungen, rühmlichst bekannten, Hrn. Missionär C.H. Hahn bei Neu-Barmen, im Hererolande, an der Westküste von Afrika, im 21˚ südl. Br. gesammelten Amphibien, nebst Beschreibungen der neue Arten. Monatsberichte der Königlichen Preussischen Akademie der Wissenschaften zu Berlin, vol. 1862, p. 15-26 (texte intégral).